# Финансовый план
Финансовый план — совокупность мероприятий материального опосредования функционирования государства или организации. Он входит в бюджет и разрабатывается на срок от 1 до 5 лет. Финансовый план может представлять собой изложение целей, либо цифр, а также организационных предложений на определённый период. Финансовое планирование на предприятии базируется на учёте закона стоимости и при этом планирование выступает, как экономическая категория.
Финансовый план — функционирование и развитие предприятия в комплексном плане, в денежном выражении.

## Функции
Финансовые планы имеют все звенья системы финансов предприятия и организации, которые:
- функционируют на коммерческих началах
- Составляют баланс доходов и расходов
- Осуществляют некоммерческую деятельность(сметы, кооперативные организации)
- Общественные объединения и страховые компании(финансовые планы)
- Органы государственной власти(бюджеты разных уровней)

## Объект
Финансовая деятельность субъектов является объектом финансового планирования, итоговым результатом — составление финансовых планов, которые начинаются от сметы отдельного учреждения до свободного финансового баланса государства. Так же объектом финансового плана является предприятие, на котором для лучшего планирования финансов составляется план финансовых потоков предприятия.

## Виды финансовых планов
- Стратегический план — план главного развития бизнеса и долгосрочной структуры организации.
- Текущий план — разрабатывают на основе стратегических, путем их детализации.
- Оперативный план — краткосрочные тактические планы, которые на прямую связаны с достижение целей фирмы.
- Пессимистический план.
- Оптимистический.
- Наиболее вероятный.